# Anna-Leena Siikala
Arja Anna-Leena Siikala, född 1 januari 1943 i Helsingfors, död 27 februari 2016 i Esbo, var en finländsk folklorist.
Siikala verkade från 1971 vid Helsingfors universitet, 1975–1978 vid Joensuu universitet och blev filosofie doktor 1978. Hon var 1979–1982 t.f. professor i religionsvetenskap och folkloristik vid Åbo universitet, 1988–1995 professor i traditionsvetenskap vid Joensuu universitet och blev 1997 professor i folkloristik vid Helsingfors universitet. Sedan 1984 är hon ledamot av Finska Vetenskapsakademien och 2008 utnämndes hon till hedersledamot där. Samma år utnämndes hon även till hedersdoktor vid Tartu universitet. År 2009 erhöll hon hederstiteln akademiker samt utnämndes till hedersdoktor vid Åbo universitet.
Siikala bedrev fältforskning i olika delar av Finland och  bland finsk-ugriska folk i Ryssland. Hon studerade särskilt schamanism och skrev på detta område Suomalainen šamanismi (1992).

## Utmärkelser
- Riddartecknet av I klass av Finlands Vita Ros’ orden,  6 december 1999[2]
- Kommendörstecknet av Finlands Lejons orden,  6 december 2006[2]

[Redigera Wikidata]